# Léon de Carentan
Pour les articles homonymes, voir Saint Léon.
Saint Léon de Carentan (Carentan, Manche vers 856 – vers 890) est un évêque de Bayonne, évangélisateur du Pays basque, fêté le 1er mars.

## Biographie
Il serait parti avec ses parents rejoindre la cour du roi Louis II de Germanie sur les bords du Rhin, en Bavière. Puis il vint à Paris, étudier dans une école fondée par Charlemagne. En 888, il est nommé archevêque de Rouen. Peu de temps après, il est chargé par le pape d’évangéliser les Basques. Premier évêque de Bayonne, il convertit les païens du Labourd (Bayonne), de la Navarre, de la Biscaye, et meurt décapité par les Vikings en même temps que ses frères Philippe et Gervais. Il est le patron de la ville de Bayonne.
Sa légende rapporte qu'à son arrivée à Bayonne, il trouva porte close. Le lendemain, elles lui furent ouvertes et qu'après ses prédications, il baptisa un grand nombre d'habitants. Il se serait ensuite rendu au temple de Mars dont il aurait renversé l'idole en soufflant dessus. Il est aussi rapporté que, décapité près de la Nive, il se tint encore debout une heure, puis il releva sa tête tombée à terre et la porta à une distance de 80 pas, jusqu'à un lieu où jaillit une fontaine réputée depuis miraculeuse. Aussi est-il souvent représenté en saint céphalophore. 
Le diocèse de Bayonne l’a également choisi comme saint patron et solennise sa fête, ainsi que celle de ses frères, le premier dimanche de mars. Saint Léon est également l'un des patrons des navigateurs, en raison de ses voyages par voie maritime. 